# Adriana Calcanhotto
Adriana da Cunha Calcanhotto ou plus simplement Adriana Calcanhotto est une chanteuse et une compositrice brésilienne. Elle est née à Porto Alegre dans l'État du Rio Grande do Sul le 3 octobre 1965. Elle est actuellement l'une des principales représentantes de la MPB.
Ses compositions regroupent différents styles allant du samba au rock, en passant par la bossa nova, le funk, la pop ou encore des ballades.

## Biographie

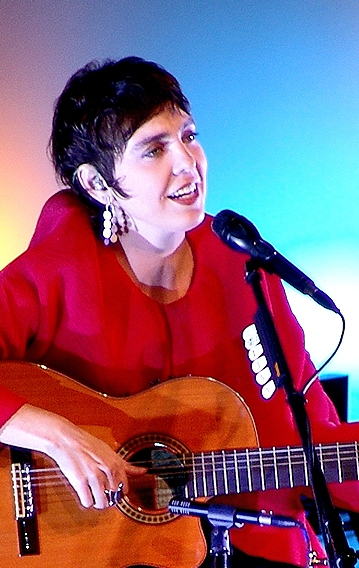
Adriana Calcanhoto, en 2006

Adriana est la fille du batteur d'un groupe de jazz, Carlos Calcanhoto, et d'une danseuse. À six ans, son grand-père lui offre son premier instrument, une guitare. Elle apprend à en jouer et étudie également le chant. Elle plonge rapidement dans diverses influences musicales (MPB) et littéraires (modernisme brésilien). Elle est fascinée par le mouvement anthropophagique de Oswald de Andrade, Tarsila do Amaral, etc.

## Discographie
- Enguiço (1990) ;
- Senhas (1992) ;
- A Fábrica do Poema (1994) ;
- Marítimo (1998) ;
- Público - (Ao Vivo) (2000) ;
- Cantada (2002) ;
- Perfil (2003) ;
- Adriana Partimpim (2004) ;
- Adriana Partimpim - O Show (2005) ;
- Maré (2008).
- Partimpim Dois (2009) ;
- Essencial (2010) ;
- O Micróbio do Samba (2011) ;
- Multishow ao Vivo: O Micróbio do Samba (2012)
- Partimpim Tlês (2012)
- Olhos de Onda (2014)
- Loucura (2015)

Source : 